# Ureczcza (obwód brzeski)
Ureczcza (biał. Урэчча; ros. Уречье) – wieś na Białorusi, w obwodzie brzeskim, w rejonie łuninieckim, w sielsowiecie Dworzec.